# Komchén
Komchén är en ort i Mexiko.   Den ligger i kommunen Mérida och delstaten Yucatán, i den östra delen av landet, 1 000 km öster om huvudstaden Mexico City. Komchén ligger 9 meter över havet och antalet invånare är 4 259.
Terrängen runt Komchén är mycket platt. Runt Komchén är det mycket tätbefolkat, med 1 018 invånare per kvadratkilometer. Närmaste större samhälle är Mérida, 15,0 km söder om Komchén. Trakten runt Komchén består till största delen av jordbruksmark.